# Aki Ajo
Aki Ajo, född 11 september 1968, är en finsk stallchef inom motorcykelsporten roadracing. Han har tidigare varit aktiv inom sporten. Han har en gång deltagit i VM i 125GP-klassen. Det var i Österrikes Grand Prix 1993. Aki Ajo är far till Niklas Ajo.
Ajo äger och driver stallet Ajo Motorsport som sedan starten 2002 i Grand Prix Roadracing haft flera förare som blivit världsmästare. Ajo arbetar också som manager åt flera förare. 2015 var han manager åt Maverick Viñales och Jack Miller.